# 约讷河畔特吕西
約訥河畔特吕西（法語：Trucy-sur-Yonne，法語發音：[tʁysi syʁ jɔn]）是法国勃艮第-弗朗什-孔泰大区约讷省的一个市镇，属于欧塞尔区。

## 地理
约讷河畔特吕西（47°37'41"N, 3°39'35"E）面积8.31 平方千米，位于法国勃艮第-弗朗什-孔泰大區约讷省，该省份为法国中北部内陆省份，西接卢瓦雷省，西北接塞纳-马恩省，南至涅夫勒省，东临科多尔省，东北与奥布省接壤。
与约讷河畔特吕西接壤的市镇（或旧市镇、城区）包括：巴扎尔讷、丰特奈苏富罗讷、马伊城、马伊堡、普雷日尔贝、瑟里。

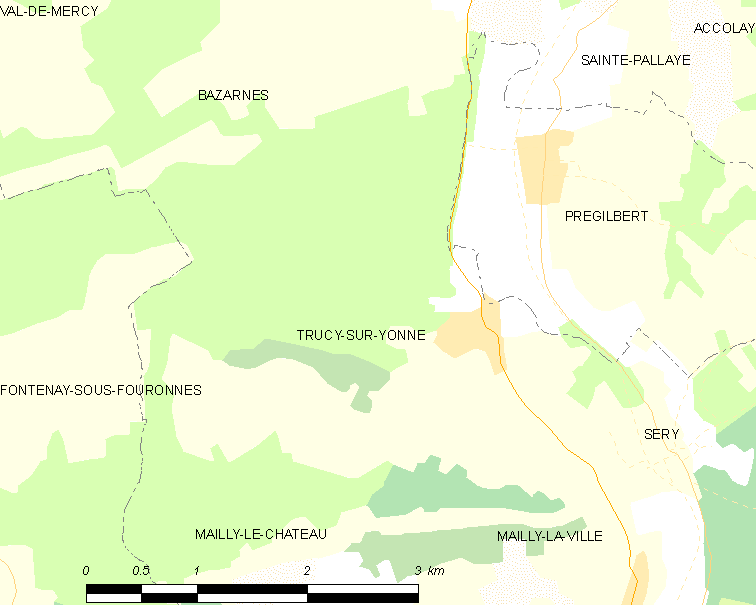
约讷河畔特吕西的OSM定位图

约讷河畔特吕西的时区为UTC+01:00、UTC+02:00（夏令时）。

## 行政
约讷河畔特吕西的邮政编码为89460，INSEE市镇编码为89424。

## 政治
约讷河畔特吕西所属的省级选区为茹拉维尔县。

## 人口

1962-2008年间约讷河畔特吕西人口变化图示

约讷河畔特吕西于2022年1月1日时的人口数量为133人。